# AdvertCity
AdvertCity là một game mô phỏng kinh doanh được phát triển và phát hành bởi VoxelStorm.  Trò chơi được phát hành vào ngày 17 tháng 4 năm 2015 cho Microsoft Windows, Linux, OS X.  Người chơi vào vai một ông trùm quảng cáo trong một thành phố tương lai phản địa đàng với màu sắc thẩm mỹ theo kiểu cyberpunk. Trò chơi đã có sự đón nhận trái chiều, thu thập các đánh giá chủ yếu tích cực từ người chơi nhưng đánh giá vừa phải trên báo chí. Tại thời điểm viết bài, trò chơi chưa có điểm Metacritic.

## Lối chơi

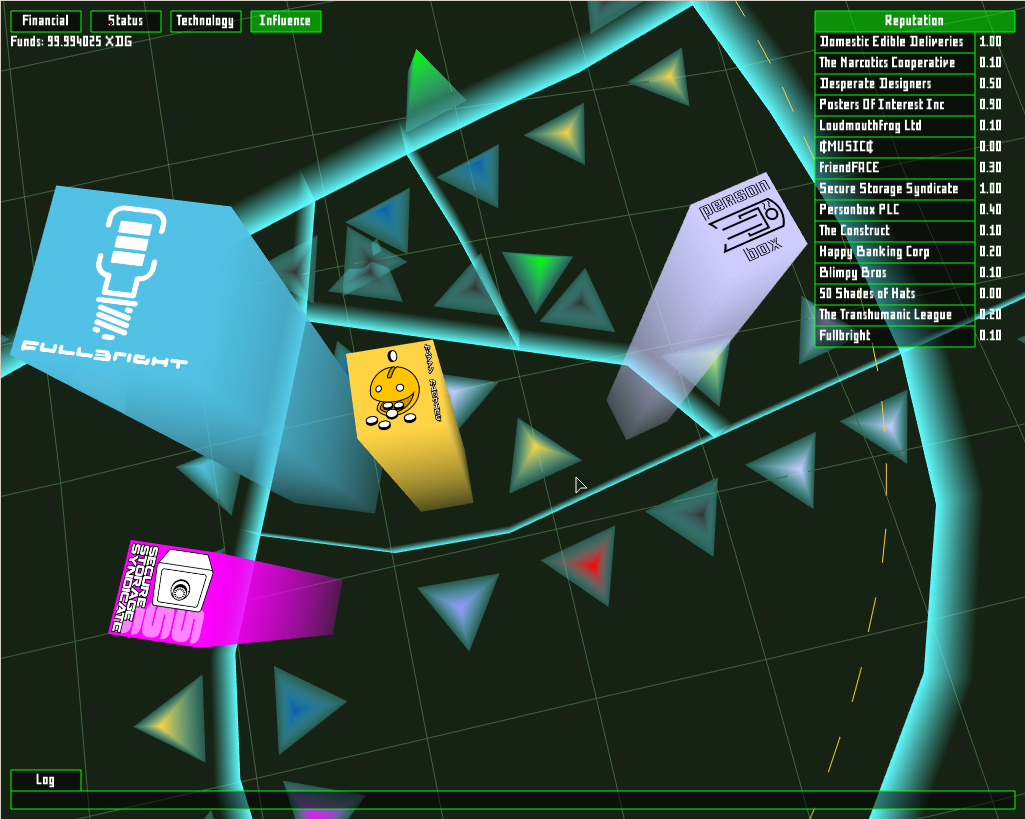
Siêu tập đoàn xem dưới góc nhìn không gian ảo.

Lối chơi trong AdvertCity liên quan đến việc bán quảng cáo cho các siêu tập đoàn của khách hàng; người chơi thực hiện điều này bằng cách di chuyển xung quanh thành phố từ góc nhìn thứ nhất làm gợi nhớ đến Black & White, chọn các tòa nhà và địa điểm trong không gian ảo làm mục tiêu cho quảng cáo của họ. Các công nghệ quảng cáo được mở khóa dần dần tùy thuộc vào danh tiếng với những siêu tập đoàn khác nhau, dao động từ các tờ rơi đến biển quảng cáo và khinh khí cầu.
Một cơ chế chính trong trò chơi là khả năng chuyển đổi giữa đời thực và không gian ảo bất cứ lúc nào, được yêu cầu thực hiện các hành động khác nhau trong mỗi không gian và phối hợp quảng cáo hiệu quả.
Mục tiêu của trò chơi là chiếm lấy thành phố, và để làm được điều này, người chơi phải có được sự tin tưởng của các siêu tập đoàn khác nhau mà mình tương tác.
Trò chơi có hệ thống lưu roguelike nhằm tăng mức độ thử thách - chỉ có duy nhất savegame sẵn có, người chơi không có lựa chọn nào khác ngoài việc save lại tiến trình của mình khi thoát và người chơi không thể tải lại trạng thái trước nếu họ đi lầm đường đi nước bước.

## Phát triển
Quá trình phát triển game bắt đầu khi một phiên bản đầu tiên của trò chơi được xây dựng trong 7 ngày cho cuộc thi Cyberpunk Game Jam năm 2014.  Sau khi nhận được phản hồi tích cực trong jam, các nhà phát triển đã quyết định tiếp tục làm việc để tạo ra một bản phát hành toàn diện.
Trò chơi đã tìm kiếm nguồn gọi vốn cộng đồng qua Kickstarter vào ngày 25 tháng 3 năm 2014, và được tài trợ hoàn toàn vào ngày thứ hai của chiến dịch, sẽ bị vượt quá 373% khi kết thúc.
AdvertCity đã được gửi tới Steam Greenlight trong Kickstarter vào năm 2014 và cuối cùng đã được bật đèn xanh sau một thời gian trì hoãn bất thường vào tháng 4 năm 2015.
AdvertCity bước vào giai đoạn thử nghiệm beta kín trong quá trình phát triển từ sau kickstarter; bản phát hành cuối cùng được công bố vào ngày 17 tháng 4 năm 2015 và đến tháng 6 nó đã xuất hiện trên Steam và một số cửa hàng khác.

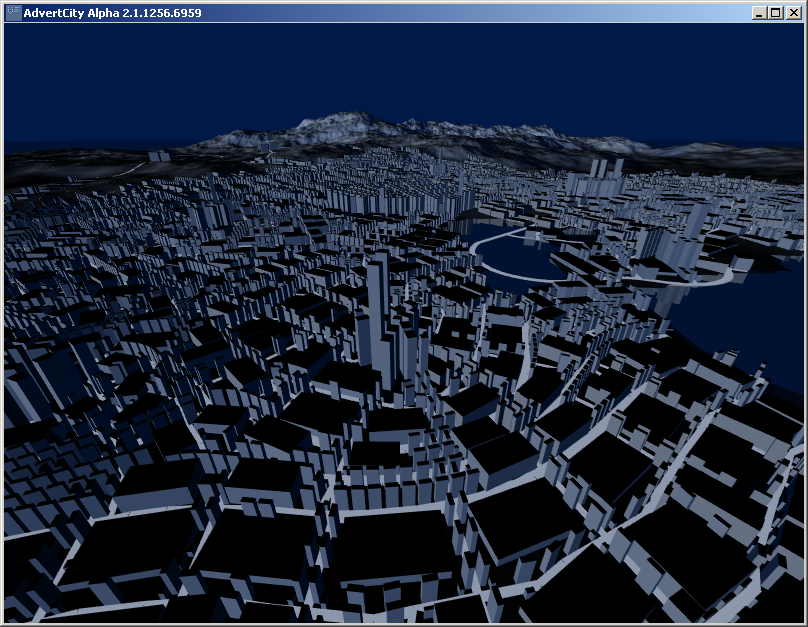
Ảnh chụp màn hình alpha ban đầu của AdvertCity hiển thị bố cục thành phố theo thủ tục.

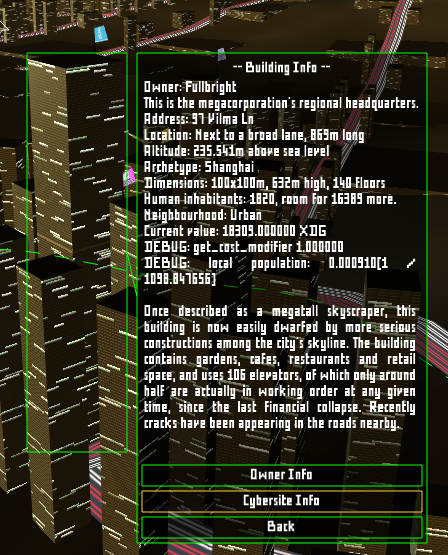
Đoạn mô tả thủ tục tạo ra của một tòa nhà.

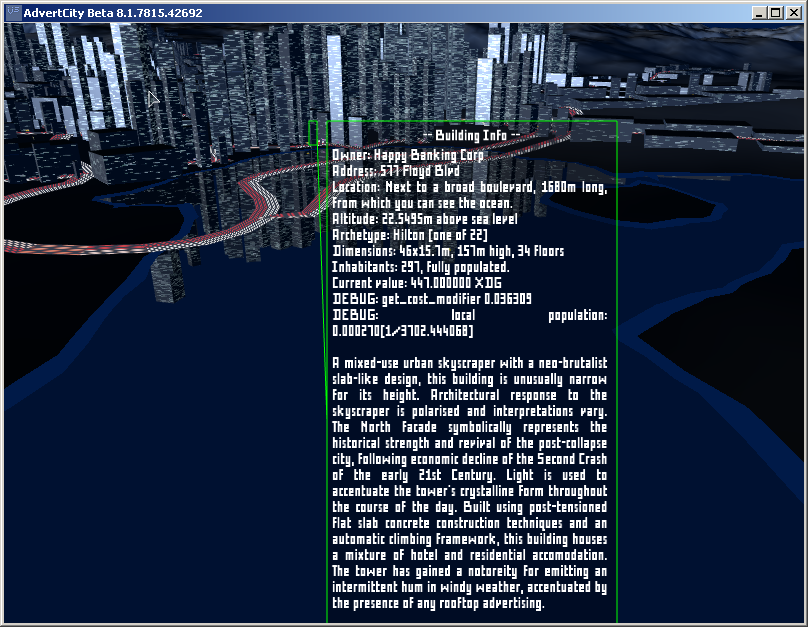
Đoạn mô tả thủ tục khác được tạo ra của một tòa nhà với bình luận đậm chất kiến trúc.

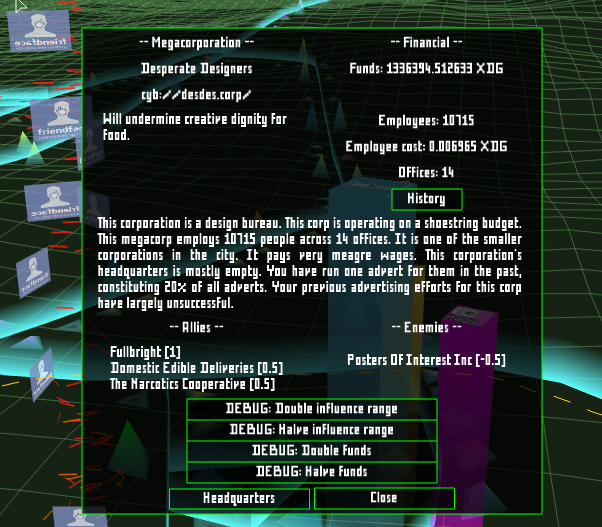
Đoạn mô tả được tạo theo thủ tục của một siêu tập đoàn, được nhìn thấy trong không gian ảo.

### Thế hệ thành phố theo thủ tục
Mỗi thành phố trong trò chơi đều được tạo theo thủ tục.
Bố cục thành phố thủ tục được đặt trên đỉnh của một cảnh quan được tạo theo thủ tục, nó phù hợp và phát triển xung quanh. Các nhà phát triển đã xem xét sử dụng tài liệu SIGGRAPH 2001 tiêu chuẩn công nghiệp của Parish và Muller làm cơ sở, bao gồm các công việc tiếp theo trên các trường tensor, nhưng từ chối sử dụng hệ thống L với lý do thiết kế của chúng không thích hợp cho những thành phố "không đâm chồi nẩy nở như cành trên cây".

Thay vào đó, hệ thống này sử dụng:
"...các bản đồ được tính toán dựa trên sự kết hợp giữa trình chiếu thủ tục theo thời gian thực và dữ liệu được lưu trong bộ nhớ cache về bố cục dân số và đặc điểm địa hình (như các loại địa hình khác nhau, độ dốc, độ cao, mật độ dân số, cho dù khu vực nên được coi là thành thị hay nông thôn, v.v.); kết quả là một cái gì đó có sự tinh tế của hệ thống trường tenxơ, nhưng tạo ra các thành phố lớn hơn nhiều so với khả thi với hệ thống L ở tốc độ cao hơn nhiều so với thiết kế đó. Trình tạo AdvertCity là một hệ thống hướng đối tượng gồm đường đi, nút giao và tòa nhà có thể được điều chỉnh khi đang bay để tương tác với môi trường xung quanh ngay lập tức, do đó, đường gặp nhau và giao nhau tại các nút giao, phân nhánh và ngã ba cụ thể (một thứ không được sử dụng trong thiết kế hệ thống L), và cũng có thể tự thoái hóa từ đường trải nhựa đến lối đi bộ v.v... nếu thích hợp, do địa hình hoặc các khía cạnh khác của cảnh quan. Các loại đường bộ hoặc đường mòn khác nhau cũng có thể có các quy tắc và mã hoàn toàn khác nhau về cách chúng phản ứng với các loại địa hình khác nhau và các tính năng khác, vì vậy có thể xây dựng bản đồ thành phố tổng thể năng động hơn nhiều với các quy tắc đó."

### Mô tả theo thủ tục
Mỗi tòa nhà trong thành phố đều có một mô tả được tạo theo thủ tục; những nội dung này khác nhau nhưng thường đề cập đến phong cách kiến trúc của tòa nhà và một số thông tin về lịch sử cũng như thông tin thực tế về chủ sở hữu hiện tại và người thuê trong trò chơi và dân số của nó.
Tất cả các siêu tập đoàn cũng được mô tả với văn bản được tạo và cập nhật theo thủ tục trong quá trình chơi game khi tình hình của họ thay đổi; điều này mô tả vị thế của họ trong thành phố, mối quan hệ của họ với các siêu tập đoàn khác, tình trạng tài chính và tình cảm của họ đối với người chơi.

### Soundtrack
Soundtrack chính thức của AdvertCity là một bản nhạc có độ dài đầy đủ, khác thường ở chỗ nó được trình bày ở hai "bên", một cho đời thực và một cho không gian ảo, với mỗi bản nhạc ở mỗi bên có một bản nhạc tương đương với nhau; khi người chơi chuyển đổi giữa đời thực và không gian ảo, âm nhạc sẽ giao thoa mượt mà giữa hai bản nhạc. Một engine âm thanh bespoke đã được phát triển cho mục đích này, với khả năng hỗ trợ EBU R128 2011 và khả năng HDR.

### Phân phối
Trò chơi có sẵn trên Windows, Linux và OS X.

## Reception
Từ lần ra mắt alpha ban đầu, AdvertCity đã thu hút nhiều bình luận về tính thẩm mỹ "siêu cách điệu" và sự nổi bật ra của nó.  Giới phê bình thường ca ngợi tính thẩm mỹ neo-noir của game, cũng như màu sắc của nó, và gọi tầm nhìn của không gian mạng là lấy cảm hứng từ Gibson. Về mặt phong cách, giới phê bình đánh giá cao sự ảm đạm kiểu phản địa đàng từ viễn cảnh về tương lai trong game, đề cập rằng quảng cáo của bạn là những vệt màu duy nhất trên thành phố lạnh lẽo và đồng dạng, và khái niệm liên quan đến tòa nhà siêu thực của không gian mạng.  Giới phê bình cũng ca ngợi sự hài hước đen tối và cay độc trong suốt trò chơi.
Những người đánh giá cũng bày tỏ sự quan tâm đến hỗ trợ Oculus Rift được đưa vào trò chơi từ giai đoạn alpha.  Một lời phàn nàn phổ biến là mức độ khó cao và đường cong học tập có dạng dốc đứng khi bắt đầu trò chơi.  Giới phê bình còn chỉ trích bản chất mất phương hướng của giao diện và tốc độ nhanh bất biến của trò chơi là một tiêu cực.  Các nhà phát triển đã trích dẫn những tựa game như Dwarf Fortress như một nguồn cảm hứng, vốn nổi tiếng với đường cong học tập có dạng dốc đứng và giao diện khó khăn.
Trò chơi cũng đã dành nhiều lời khen ngợi cho engine hiệu năng cao của nó, cho phép game chạy trên phần cứng thế hệ trước; các yêu cầu hệ thống tối thiểu cho CPU trên Steam được nêu đơn giản là "Mọi thứ được tạo ra từ năm 2004" và game hỗ trợ Windows XP dù Microsoft đã ngừng hỗ trợ cho hệ điều hành đó trước khi bắt đầu phát triển AdvertCity.
Giới phê bình đã ca ngợi phẩm chất "cyber-jazz" "postrock, jazz & glitch" của soundtrack và khen ngợi cách nó phù hợp với lối chơi và  "ủng hộ mọi bước đi của bạn" trong game.